# Società Sportiva Lazio 1940-1941
Questa voce raccoglie le informazioni riguardanti la Società Sportiva Lazio nelle competizioni ufficiali della stagione 1940-1941.

## Stagione
La Lazio partecipò al campionato di Serie A 1940-1941 classificandosi al quattordicesimo posto con 27 punti.
In Coppa Italia la Lazio arrivò fino in semifinale, dove fu sconfitta dal Venezia, dopo aver battuto la Triestina ai sedicesimi di finale, il Milano agli ottavi di finale e lo Spezia ai quarti di finale.

## Organigramma societario
Area direttiva
- Presidente: Luigi Cecconi

Area tecnica
- Allenatore: Géza Kertész, da novembre Ferenc Molnár, da febbraio Dino Canestri

## Rosa
| N. |                      | Ruolo | Calciatore         |
| -- | -------------------- | ----- | ------------------ |
|    | Italia (bandiera)    | P     | Corrado Giovannini |
|    | Italia (bandiera)    | P     | Corrado Giubilo    |
|    | Italia (bandiera)    | P     | Uber Gradella      |
|    | Italia (bandiera)    | D     | Oreste Brondi      |
|    | Italia (bandiera)    | D     | Renato Ferrarese   |
|    | Italia (bandiera)    | D     | Alessandro Ferri   |
|    | Italia (bandiera)    | D     | Alfredo Monza      |
|    | Italia (bandiera)    | D     | Italo Romagnoli II |
|    | Italia (bandiera)    | C     | Giuseppe Baldo     |
|    | Italia (bandiera)    | C     | Vittorio Dagianti  |
|    | Argentina (bandiera) | C     | Alberto Fazio      |
|    | Argentina (bandiera) | C     | Enrique Flamini    |

| N. |                      | Ruolo | Calciatore         |
| -- | -------------------- | ----- | ------------------ |
|    | Argentina (bandiera) | C     | Salvador Gualtieri |
|    | Argentina (bandiera) | C     | Anselmo Pisa II    |
|    | Italia (bandiera)    | C     | Luciano Ramella    |
|    | Italia (bandiera)    | C     | Romolo Sforza      |
|    | Italia (bandiera)    | A     | Elvezio D'Orazi    |
|    | Italia (bandiera)    | A     | Umberto Lombardini |
|    | Italia (bandiera)    | A     | Giuseppe Mancini   |
|    | Italia (bandiera)    | A     | Silvio Piola       |
|    | Argentina (bandiera) | A     | Silvestro Pisa I   |
|    | Italia (bandiera)    | A     | Aldo Puccinelli    |
|    | Italia (bandiera)    | A     | Luigi Vettraino    |
|    | Italia (bandiera)    | A     | Otello Zironi      |

## Calciomercato
| Acquisti | Acquisti           | Acquisti    | Acquisti   |
| R.       | Nome               | da          | Modalità   |
| -------- | ------------------ | ----------- | ---------- |
| P        | Uber Gradella      | Verona      | definitivo |
| D        | Oreste Brondi      | Potenza     | definitivo |
| D        | Italo Romagnoli II | Napoli      | definitivo |
| C        | Alberto Fazio      | San Lorenzo | definitivo |
| C        | Salvador Gualtieri | San Lorenzo | definitivo |
| C        | Anselmo Pisa II    | Banfield    | definitivo |
| A        | Giuseppe Mancini   | Catania     | definitivo |
| A        | Aldo Puccinelli    | Pontedera   | definitivo |
| A        | Otello Zironi      | Modena      | definitivo |

| Cessioni | Cessioni            | Cessioni     | Cessioni   |
| R.       | Nome                | a            | Modalità   |
| -------- | ------------------- | ------------ | ---------- |
| P        | Giacomo Blason      | Napoli       | definitivo |
| D        | Vincenzo Provera    | Pro Vercelli | definitivo |
| D        | Paolo Agosteo       | Alba Motor   | definitivo |
| D        | Ferdinando Dal Pont | Alba Motor   | definitivo |
| D        | Maximiliano Faotto  | Napoli       | definitivo |
| C        | Bruno Camolese      | Vicenza      | definitivo |
| C        | Alessandro Capponi  | Ferrara      | definitivo |
| C        | Luigi Milano        | Napoli       | definitivo |
| A        | Evaristo Barrera    | Napoli       | definitivo |
| A        | Umberto Busani      | Napoli       | definitivo |
| A        | Giovanni Costa      | Spezia       | definitivo |
| A        | Ottavio Morgia      | Siracusa     | definitivo |

## Risultati

### Serie A

#### Girone di andata
| Arbitro: | Scorzoni (Bologna) |

|                          |           |                  |
| Vettraino 23’ Pisa I 63’ | Marcatori | 35’, 58’ Bellini |

| Arbitro: | Galeati (Bologna) |

|                         |           |                      |
| Bertoni 63’ Gabardo 75’ | Marcatori | 25’ Zironi 62’ Piola |

| Arbitro: | Ciamberlini (Genova) |

|           |           |            |
| Piola 73’ | Marcatori | 38’ Quario |

| Novara 27 ottobre 1940 4ª giornata | Novara             | 0 – 0 referto | Lazio | Stadio Comunale del Littorio\| Arbitro: \| Scorzoni (Bologna) \| |
| Arbitro:                           | Scorzoni (Bologna) |               |       |                                                                  |

| Arbitro: | Zelocchi (Modena) |

|                     |           |                                           |
| Piola 14’ Baldo 88’ | Marcatori | 25’, 53’, 76’ Barsanti 55’ (rig.) Demaría |

| Arbitro: | Mattea (Torino) |

|                |           |               |
| Viani 22’, 87’ | Marcatori | 44’ Vettraino |

| Arbitro: | Galeati (Bologna) |

|                        |           |             |
| Dagianti 3’ Zironi 29’ | Marcatori | 71’ Cergoli |

| Arbitro: | Barlassina (Novara) |

|            |           |            |
| Amadei 80’ | Marcatori | 31’ Zironi |

| Arbitro: | Pizziolo (Firenze) |

|  |           |                       |
|  | Marcatori | 3’ Ussello 66’ Ossola |

| Arbitro: | Ciamberlini (Genova) |

|                         |           |  |
| Peretti 40’ Schiavi 87’ | Marcatori |  |

| Arbitro: | Scotto (Savona) |

|                                               |           |                         |
| Vettraino 4’, 54’ Piola 62’ Piazza 69’ (aut.) | Marcatori | 18’ (aut.) Romagnoli II |

| Arbitro: | Galeati (Bologna) |

|            |           |                            |
| Dugini 80’ | Marcatori | 15’ Flamini 58’ Lombardini |

| Roma 5 gennaio 1941 13ª giornata | Lazio         | 0 – 0 referto | Milano | Stadio del PNF\| Arbitro: \| Scarpi (Dolo) \| |
| Arbitro:                         | Scarpi (Dolo) |               |        |                                               |

| Arbitro: | Zelocchi (Modena) |

|                   |           |                |
| Menti II 56’, 67’ | Marcatori | 53’ Lombardini |

| Arbitro: | Pizziolo (Firenze) |

|                           |           |                                                            |
| Vettraino 44’ Ramella 61’ | Marcatori | 2’ Andreoli 19’ (rig.) Reguzzoni 63’ Puricelli 87’ Biavati |

#### Girone di ritorno
| Arbitro: | Bonivento (Venezia) |

|                                |           |                           |
| Parola 9’ Rava 65’ Gabetto 78’ | Marcatori | 40’ Zironi 43’ Lombardini |

| Arbitro: | Mattea (Torino) |

|  |           |           |
|  | Marcatori | 47’ Conti |

| Arbitro: | Galeati (Bologna) |

|  |           |                       |
|  | Marcatori | 15’ (rig.) Lombardini |

| Roma 16 febbraio 1941 19ª giornata | Lazio           | 0 – 0 referto | Novara | Stadio del PNF\| Arbitro: \| Scotto (Savona) \| |
| Arbitro:                           | Scotto (Savona) |               |        |                                                 |

| Arbitro: | Scorzoni (Bologna) |

|             |           |              |
| Rebuzzi 58’ | Marcatori | 12’ Dagianti |

| Arbitro: | Moretti (Genova) |

|             |           |  |
| Flamini 85’ | Marcatori |  |

| Trieste 9 marzo 1941 22ª giornata | Triestina           | 0 – 0 referto | Lazio | Stadio del Littorio\| Arbitro: \| Barlassina (Novara) \| |
| Arbitro:                          | Barlassina (Novara) |               |       |                                                          |

| Arbitro: | Scorzoni (Bologna) |

|                |           |  |
| Piola 43’, 80’ | Marcatori |  |

| Arbitro: | Galeati (Bologna) |

|               |           |                       |
| Mascheroni 8’ | Marcatori | 34’ (aut.) Piacentini |

| Arbitro: | Zelocchi (Modena) |

|                  |           |               |
| Romagnoli II 25’ | Marcatori | 12’ Cominelli |

| Arbitro: | Pizziolo (Firenze) |

|                          |           |  |
| Pernigo 4’ Mazzola 90+3’ | Marcatori |  |

| Arbitro: | Curradi (Firenze) |

|                       |           |                          |
| Piola 18’, 63’ (rig.) | Marcatori | 45’ Arienti 75’ Trevisan |

| Arbitro: | Scorzoni (Bologna) |

|                             |           |  |
| Cappello 30’ Boffi 62’, 82’ | Marcatori |  |

| Arbitro: | Cardinali (Milano) |

|                                    |           |              |
| Gualtieri 7’, 45+1’ Piola 54’, 73’ | Marcatori | 52’ Menti II |

| Arbitro: | Ciamberlini (Genova) |

|                           |           |                                |
| Reguzzoni 43’ Biavati 47’ | Marcatori | 22’ Romagnoli II 29’ Vettraino |

### Coppa Italia

#### Fase finale
| Arbitro: | Galeati (Bologna) |

|             |           |                              |
| Ferrari 21’ | Marcatori | 67’ Romagnoli II 79’ Flamini |

| Arbitro: | Zelocchi (Modena) |

|  |           |                               |
|  | Marcatori | 6’ Romagnoli II 51’ Gualtieri |

| Arbitro: | Curradi (Firenze) |

|                   |           |                                                             |
| Costanzo 79’, 82’ | Marcatori | 3’, 55’ Romagnoli II 28’ Vettraino 59’ Pisa I 89’ Gualtieri |

| Arbitro: | Galeati (Bologna) |

|                                      |           |               |
| Alberti 14’ Mazzola 48’ Alberico 52’ | Marcatori | 20’ Vettraino |

## Statistiche

### Statistiche di squadra
| Competizione       | Punti | In casa | In casa | In casa | In casa | In casa | In casa | In trasferta | In trasferta | In trasferta | In trasferta | In trasferta | In trasferta | Totale | Totale | Totale | Totale | Totale | Totale | DR |
| Competizione       | Punti | G       | V       | N       | P       | Gf      | Gs      | G            | V            | N            | P            | Gf           | Gs           | G      | V      | N      | P      | Gf     | Gs     | DR |
| ------------------ | ----- | ------- | ------- | ------- | ------- | ------- | ------- | ------------ | ------------ | ------------ | ------------ | ------------ | ------------ | ------ | ------ | ------ | ------ | ------ | ------ | -- |
| Serie A            | 27    | 15      | 5       | 6       | 4       | 23      | 20      | 15           | 2            | 7            | 6            | 15           | 22           | 30     | 7      | 13     | 10     | 38     | 42     | -4 |
| Coppa Italia       |       | 0       | 0       | 0       | 0       | 0       | 0       | 4            | 3            | 0            | 1            | 10           | 6            | 4      | 3      | 0      | 1      | 10     | 6      | +4 |
| Campionato Riserve | 15    | 8       | 5       | 1       | 2       | 20      | 9       | 7            | 1            | 2            | 4            | 8            | 15           | 15     | 6      | 3      | 6      | 28     | 24     | +4 |
| Totale             |       | 23      | 10      | 7       | 6       | 43      | 29      | 26           | 6            | 9            | 11           | 33           | 43           | 49     | 16     | 16     | 17     | 76     | 72     | +4 |

### Statistiche dei giocatori
Nel conteggio delle reti realizzate si aggiungano due autoreti a favore e due reti attribuite a tavolino in Campionato e un'autorete a favore nel Campionato Riserve.
| Giocatore       | Serie A  | Serie A | Coppa Italia | Coppa Italia | Campionato Riserve | Campionato Riserve | Totale   | Totale |
| Giocatore       | Presenze | Reti    | Presenze     | Reti         | Presenze           | Reti               | Presenze | Reti   |
| --------------- | -------- | ------- | ------------ | ------------ | ------------------ | ------------------ | -------- | ------ |
| G. Baldo        | 19       | 1       | 3            | 0            | -                  | -                  | 22       | 1      |
| L. Boriçi       | -        | -       | -            | -            | 4                  | 2                  | 4        | 2      |
| O. Brondi       | 3        | 0       | -            | -            | 6                  | 0                  | 9        | 0      |
| M. Carassai     | -        | -       | -            | -            | 2                  | 0                  | 2        | 0      |
| A. Chiaretti    | -        | -       | -            | -            | 1                  | 0                  | 1        | 0      |
| V. Dagianti     | 14       | 2       | 1            | 0            | 5                  | 2                  | 20       | 4      |
| A. Di Santo     | -        | -       | -            | -            | 10                 | 0                  | 10       | 0      |
| E. D'Orazi      | 3        | 0       | 1            | 0            | 9                  | 3                  | 13       | 3      |
| A. Fazio        | 9        | 0       | 1            | 0            | 9                  | 0                  | 19       | 0      |
| R. Ferrarese    | 14       | 0       | 3            | 0            | 9                  | 0                  | 26       | 0      |
| A. Ferri        | 13       | 0       | 4            | 0            | 6                  | 0                  | 23       | 0      |
| E. Flamini      | 30       | 2       | 4            | 1            | -                  | -                  | 34       | 3      |
| C. Giovannini   | 5        | -7      | -            | -            | 5                  | -8                 | 10       | -15    |
| C. Giubilo      | 4        | -7      | -            | -            | 4                  | -5                 | 8        | -12    |
| U. Gradella     | 21       | -28     | 4            | -6           | 5                  | -9                 | 30       | -43    |
| S. Gualtieri    | 27       | 2       | 4            | 0            | -                  | -                  | 31       | 2      |
| U. Lombardini   | 10       | 3       | -            | -            | 8                  | 4                  | 18       | 7      |
| A. Magrelli     | -        | -       | -            | -            | 2                  | 0                  | 2        | 0      |
| E. Mancini      | -        | -       | -            | -            | 2                  | 0                  | 2        | 0      |
| G. Mancini      | 2        | 0       | -            | -            | 6                  | 2                  | 8        | 2      |
| I. Mazzon       | -        | -       | -            | -            | 1                  | -2                 | 1        | -2     |
| L. Minnetti     | -        | -       | -            | -            | 1                  | 0                  | 1        | 0      |
| A. Monza        | 26       | 0       | 4            | 0            | 1                  | 0                  | 31       | 0      |
| A. Mozzetta I   | -        | -       | -            | -            | 1                  | 0                  | 1        | 0      |
| A. Palma        | -        | -       | -            | -            | 7                  | 2                  | 7        | 2      |
| S. Piola        | 25       | 10      | -            | -            | -                  | -                  | 25       | 10     |
| S. Pisa I       | 9        | 1       | 4            | 1            | 2                  | 2                  | 15       | 4      |
| A. Pisa II      | 1        | 0       | -            | -            | 13                 | 8                  | 14       | 8      |
| A. Puccinelli   | 2        | 0       | -            | -            | 12                 | 2                  | 14       | 2      |
| L. Ramella      | 18       | 1       | 4            | 0            | -                  | -                  | 22       | 1      |
| I. Romagnoli II | 28       | 2       | 4            | 4            | -                  | -                  | 32       | 6      |
| N. Rossano      | -        | -       | -            | -            | 4                  | 0                  | 4        | 0      |
| F. Scaramuzza   | -        | -       | -            | -            | 5                  | 0                  | 5        | 0      |
| R. Sforza       | 1        | 0       | -            | -            | 12                 | 0                  | 13       | 0      |
| E. Valenti      | -        | -       | -            | -            | 13                 | 0                  | 13       | 0      |
| L. Vettraino    | 23       | 6       | 3            | 2            | -                  | -                  | 26       | 8      |
| O. Zironi       | 23       | 4       | -            | -            | -                  | -                  | 23       | 4      |

## Riserve
La squadra riserve della Lazio ha disputato nella stagione 1940-1941 il Campionato Riserve.

### Rosa
| N. |                      | Ruolo | Calciatore         |
| -- | -------------------- | ----- | ------------------ |
|    | Italia (bandiera)    | P     | Corrado Giovannini |
|    | Italia (bandiera)    | P     | Corrado Giubilo    |
|    | Italia (bandiera)    | P     | Uber Gradella      |
|    | Italia (bandiera)    | P     | Ilaico Mazzon      |
|    | Italia (bandiera)    | D     | Oreste Brondi      |
|    | Italia (bandiera)    | D     | Aldo Di Santo      |
|    | Italia (bandiera)    | D     | Renato Ferrarese   |
|    | Italia (bandiera)    | D     | Alessandro Ferri   |
|    | Italia (bandiera)    | D     | Alfredo Monza      |
|    | Italia (bandiera)    | D     | Edoardo Valenti    |
|    | Italia (bandiera)    | C     | Alfredo Chiaretti  |
|    | Italia (bandiera)    | C     | Vittorio Dagianti  |
|    | Argentina (bandiera) | C     | Alberto Fazio      |
|    | Italia (bandiera)    | C     | Roberto Magrelli   |
|    | Italia (bandiera)    | C     | Lello Minnetti     |

| N. |                      | Ruolo | Calciatore         |
| -- | -------------------- | ----- | ------------------ |
|    | Italia (bandiera)    | C     | Armando Palma      |
|    | Argentina (bandiera) | C     | Anselmo Pisa II    |
|    | Italia (bandiera)    | C     | Fausto Scaramuzza  |
|    | Italia (bandiera)    | C     | Romolo Sforza      |
|    | Albania (bandiera)   | A     | Loro Boriçi        |
|    | Italia (bandiera)    | A     | Mario Carassai     |
|    | Italia (bandiera)    | A     | Elvezio D'Orazi    |
|    | Italia (bandiera)    | A     | Umberto Lombardini |
|    | Italia (bandiera)    | A     | Ernesto Mancini    |
|    | Italia (bandiera)    | A     | Giuseppe Mancini   |
|    | Italia (bandiera)    | A     | Arturo Mozzetta I  |
|    | Argentina (bandiera) | A     | Silvestro Pisa I   |
|    | Italia (bandiera)    | A     | Aldo Puccinelli    |
|    | Italia (bandiera)    | A     | Nicola Rossano     |